# 그레이 컵

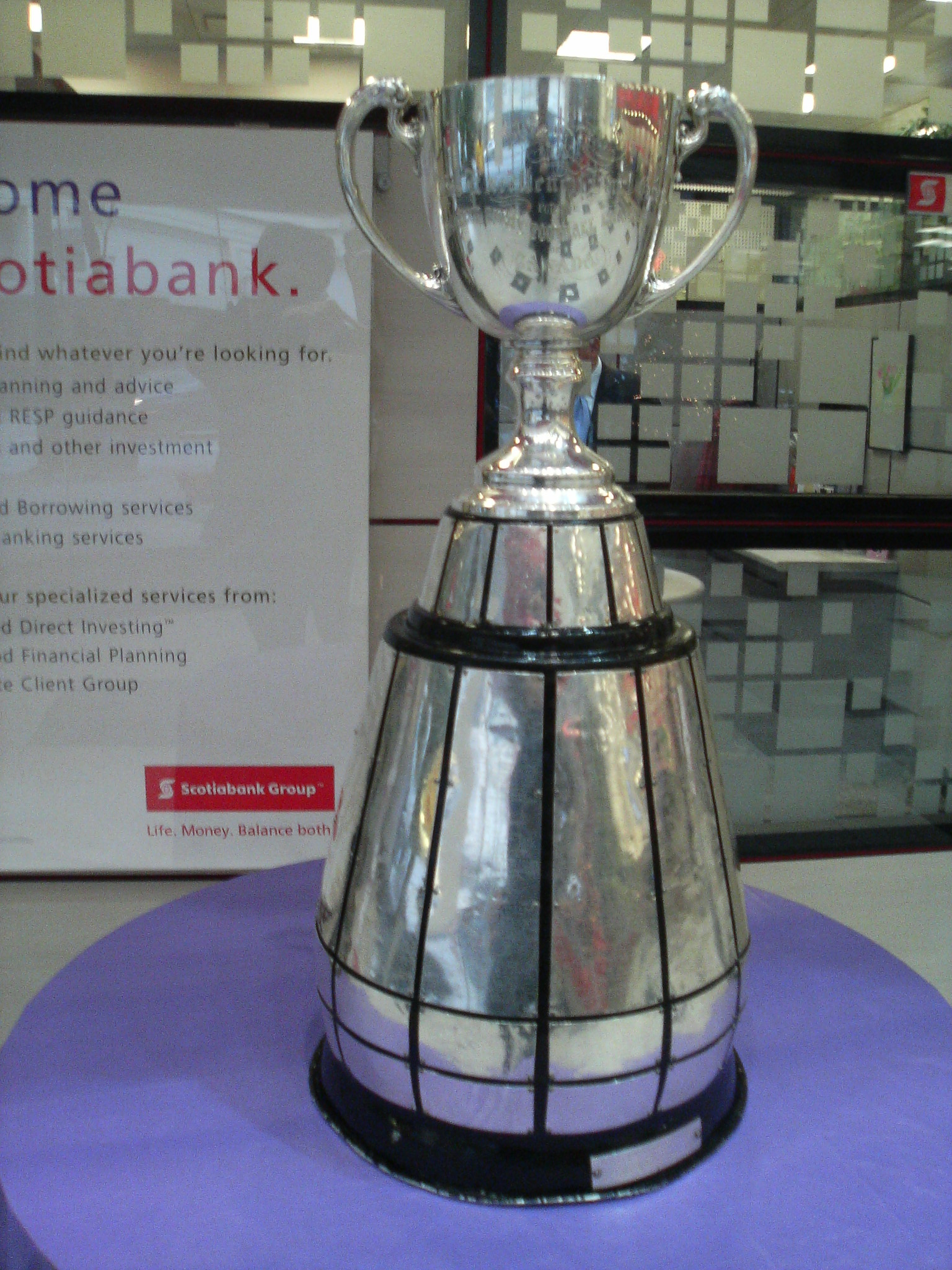

그레이 컵(영어: Grey Cup, 프랑스어: Coupe Grey)은 캐나다 풋볼 리그에서 결승 토너먼트의 우승팀에게 주어지는 상 (트로피)이다. 또한 결승전을 가리키기도 한다.

## 같이 보기
- 슈퍼볼